# Tote Gedanken
Tote Gedanken ist ein deutsches Stummfilmmelodram von Franz Hofer aus dem Jahre 1916 mit Fritz Achterberg und Lya Ley in den Hauptrollen.

## Handlung
Der greise Graf Eberhardt von Stormberg liegt in seinem Schloss im Sterben. An seinem Bett haben sich sein Sohn Graf Egon, eine unbekannte junge Frau, der Familiennotar und die ältesten Diener des alten Grafen versammelt. In dieser spukhaften Atmosphäre soll eine schaurige Zeremonie vollzogen werden, deren Sinn zu diesem Zeitpunkt keiner durchschaut. Jedenfalls ist es des alten Grafen letzter Wunsch, dass sich sein Sohn und eben jene verschleierte Damen, die niemand kennt und von deren Namen man nicht weiß, hier und jetzt vermählen. Die Heirat wird vollzogen, dann trennt sich das junge Paar wunschgemäß, so wie es der Alte verfügt hat. Von Anbeginn hat die zur Heirat Überredete ein ganz schlechtes Gefühl, dass sie sich zu diesem Schritt überreden ließ. Der moribunde Graf Eberhardt stirbt, die schwarze Familienflagge wird gehisst. Dann verlässt die unbekannte junge Gräfin fluchtartig das steinalte Stormberg-Gemäuer …
Gräfin Stormberg hat sich komplett aus der Öffentlichkeit in einen kleinen Ort, der Abgeschiedenheit verheißt, zurückgezogen. Der Zufall will es, dass es eines Tages ihren kränkelnden Ehemann zur Kur ebenfalls dorthin verschlägt. Als die Gräfin, die längst ihren Namen und Titel abgelegt hat und sich nunmehr ganz profan Helga Gellert nennt, ihn wieder sieht, stockt ihr der Atem. Sie, die ihn nur durch den Schleier gesehen hatte, erkennt Egon sofort wieder, während der junge Graf ihr Gesicht nie sah. Es stellt sich heraus, dass der Notar diese Begegnung offensichtlich arrangiert hat, in der Hoffnung, dass sich die beiden einsamen Herzen doch noch finden. Und tatsächlich: Helga und ihr unwissender Ehemann verlieben sich ineinander. Egon sagt ihr, dass es keine Zukunft für sie beide geben könne, denn er sei mit einer ihm Unbekannten unglücklich verheiratet. Als ihn sein Diener, der sie einst bei der morbiden Trauung kurz ohne Schleier gesehen hatte, aufklärt, reagiert der Graf tief verletzt, glaubt er doch, dass man ein fürchterliches Spiel mit ihm treiben würde. Verbittert wendet sich Egon von Helga ab und kehrt auf sein Schloss zurück.
Helga wiederum kehrt zu dem alten Herrn von Rauen zurück, wo sie einst aufgewachsen war. Rauens Tochter Inge arrangiert noch einmal eine Begegnung Helgas mit ihrem Gatten, die jedoch unversöhnlich endet. Daraufhin scheint Helgas kontinuierlicher sozialer Abstieg zu beginnen. Sie gerät in ein zwielichtiges Milieu der Vergnügungslokale und Prostitution, in dem Egons Diener sie aufspürt. Graf Egon macht sich noch einmal auf, um Helga wiederzusehen und schleudert ihr all seine Verachtung über ihr Verhalten ins Gesicht. Helga aber schweigt. Sie weiß, dass der Diener nicht sie, sondern vielmehr ihre Zwillingsschwester Ruth gesehen hatte. Als Egon wieder fort ist, geht Helga zu Ruth und appelliert an sie, sich nicht derart gehen zu lassen und damit Graf Egons Namen zu beschmutzen. Auch Egon ist in dem anrüchigen Etablissement eingetroffen und stürzt sich auf Ruth, im Glauben, dass es sich dabei um seine Ehefrau Helga handeln müsse. Ruth stürmt hinfort, Egons Diener hinterher. Auf einem Dach versucht der Diener sie festzuhalten, da stürzt Ruth in die Tiefe und stirbt. Graf Egon wird Zeuge dieser Tragödie.
Als er sich umdreht, glaubt der Adelige seinen Augen nicht zu trauen und erlebt den Schock seines Lebens: Seine Helga steht vor ihm und schweigt ihn tief betroffen an. Sie will nicht weiter den Namen ihrer im doppelten Sinne gefallenen Schwester besudeln. Wenig später kommt es zur Testamentseröffnung des verblichenen Grafen Eberhardt von Stormberg. Aus dem Dokument geht hervor, dass der Alte einst eine Frau, die er sehr geliebt hatte, von sich stieß. Daraufhin war diese junge Dame wie schon Ruth dem Laster verfallen und sozial abgestiegen. Als jene Frau im Sterben begriffen war, bat sie ihn, sich wenigstens um ihre beiden Töchter Ruth und Helga zu kümmern. Um seine alte Schuld ihr gegenüber zu begleichen, tat der Alte dies und brachte Helga bei seinem Freund von Rauen unter. Ruth aber war nicht zu halten, sie ließ sich gehen und verkam. Wenigstens Helga sollte mit dem Titel einer Gräfin von Stormberg eine strahlende Zukunft ermöglicht werden, und so wurde diese Ehe mit Graf Eberhardts Sohn Egon arrangiert. Nach des Alten Tod, so hatte dieser verfügt, soll Helga die Hälfte des gräflichen Vermögens erhalten. Jetzt begreift Egon endlich die Zusammenhänge, und das Ehepaar versöhnt sich. Voller Liebe fallen beide einander in die Arme.

## Produktionsnotizen
Tote Gedanken entstand im Herbst 1916 und passierte die Zensur im November desselben Jahres. Die Uraufführung des Dreiakters erfolgte kurz darauf.

## Kritik
In Wiens Neue Kino-Rundschau heißt es: „Ein guter Film mit interessanter Handlung, deren düstere Vorgänge bis zum Schlusse fesseln und zu einer befriedigenden Lösung führen. Eine prächtige Aufmachung und vollkommene schauspielerische Leistungen bilden weitere Vorzüge dieses Films.“